# نقیض (معناشناسی)
نقیض یا متقابل یا پادچِم (انگلیسی: Opposite) یا متضاد یا پادنام (به انگلیسی: Antonym) لغات و عباراتی هستند که ذاتاً سازگاری معنایی ندارند. مثل کوچک و بزرگ و عمیق و کم عمق.